# Pazinotus
Pazinotus is een geslacht van weekdieren uit de klasse van de Gastropoda (slakken).

## Soorten
- Pazinotus advenus Poorman, 1980
- Pazinotus bodarti (Costa, 1993)
- Pazinotus bowdenensis (Vokes, 1970)
- Pazinotus brevisplendoris (Houart, 1985)
- Pazinotus chionodes Houart & Héros, 2012
- Pazinotus falcatiformis (Thiele, 1925)
- Pazinotus gili Costa & Pimenta, 2012
- Pazinotus goesi Houart, 2006
- Pazinotus kilburni (Houart, 1987)
- Pazinotus sibogae (Schepman, 1911)
- Pazinotus smithi (Schepman, 1911)
- Pazinotus spectabilis Houart, 1991
- Pazinotus stimpsonii (Dall, 1889)